# Мишкін Володимир Семенович
Володимир Семенович Ми́шкін (19 червня 1955, Кірово-Чепецьк, РРФСР, СРСР) — радянський хокеїст, воротар. Заслужений майстер спорту СРСР (1979).

## Біографія
Виступав за «Олімпію» (Кірово-Чепецьк) у 1972. До Москви потрапив разом зі своїм тренером — Віталієм Георгійовичем Ерфіловим, якого покликав Борис Кулагин в «Крилья Совєтов». Виступав за «Крилья Совєтов» (Москва) в 1972-75 і 1977-80. Сезон 1976/77 провів у «Кристалі» (Саратов).
Особливо важливим для Володимира став сезон 1978 року: разом з командою «Крилья Совєтов» він виступає в серії проти клубів НХЛ, а потім дебютує у складі збірної СРСР на турнірі чехословацької газети «Руде право». Його дебют (матч СРСР-ЧССР — 5:4) був не надто яскравий, більш того, в ході сезону він поступається місцем у збірній спартаківцю Віктору Дорощенко.
Повторне пришестя до збірної стає фантастичним — взимку 1979 року, у вирішальній грі Кубка Виклику (СРСР-НХЛ — 6:0), коли Мишкін замінює Владислава Третяка — він грає, мабуть, найкращий матч у своїй кар'єрі. Після цієї гри Мишкін міцно увійшов до складу збірної.
У 1980-90 грав за «Динамо» (Москва). Всього в чемпіонатах СРСР провів 527 матчів.
У сезоні 1990/91 грав у «Лукка» (Фінляндія). З 1994 по 1999 роки був одним з тренерів в швейцарському «Давосі». На початку 2000-х працював тренером воротарів в московському «Динамо», потім «ЦСКА». Зараз працює тренером воротарів у хокейному клубі «Витязь».

## Досягнення
- Олімпійський чемпіон 1984, срібний призер Олімпійських ігор 1980
- 6-разовий чемпіон світу (1979, 1981-83, 1989, 1990) і 7-разовий чемпіон Європи (1979, 1981-83, 1985, 1989, 1991). Бронзовий призер ЧС 1985 і 1991. У турнірах ЗОЇ і ЧС провів 27 ігор.
- Володар Кубка Канади 1981, бронзовий призер Кубка Канади 1984. На турнірах Кубка Канади — 5 ігор.
- Володар Кубка Виклику 1979
- Чемпіон СРСР 1974[1], 1990 і 1991, срібний призер — 1975, 1980 і 1985—1987, бронзовий призер — 1973, 1978, 1981—1983 і 1988.
- Фіналіст Кубка СРСР 1988.
- Нагороджений орденом «Знак Пошани» (1982) і медаллю «За трудову доблесть» (1979).